# Замужанье (платформа)
Замужа́нье (бел. Замужанне) — железнодорожный остановочный пункт Минского отделения Белорусской железной дороги на линии Минск — Орша. Расположен в одноимённой деревне Борисовского района Минской области, на берегу реки Мужанка. На линии находится между станциями Новосады и Приямино на аналогичном перегоне.

## История
Остановочный пункт был построен и введён в эксплуатацию в 1960-е годы на железнодорожной магистрали Москва — Минск — Брест. В 1981 году остановочный пункт был электрифицирован переменным током (~25 кВ) в составе участка Борисов — Орша-Центральная.

## Инфраструктура
Через остановочный пункт проходят два магистральных пути. Станция представляет собою две боковые платформы прямой формы, имеющие длину по 210 метров каждая. Пересечение железнодорожных путей осуществляется по единичному наземному пешеходному переходу в центральной части платформ, оснащённый предупреждающими плакатами. Пассажирский павильон расположен на платформе в направлении Минска, билетные кассы на остановочном пункте отсутствуют.

## Пассажирское сообщение
На остановочном пункте ежедневно останавливаются электропоезда региональных линий эконом-класса (пригородные электрички), следующие до станций Орша-Центральная (6 пар поездов) и 2 пары поездов станции Крупки, а также нерегулярные рейсы до Славного. Время следования до Орши составляет в среднем 1 час 54 минуты, до Борисова — 19 минут, до станции Минск-Пассажирский — 1 час 55 минут.